# Kiznaiver
Kiznaiver (jap. キズナイーバー Kizunaībā) – seria anime wyprodukowana przez studio Trigger, Aniplex oraz Crunchyroll autorstwa Mari Okady, w której postacie zaprojektował Shirow Miwa. Był to samodzielny reżyserski debiut Hiroshi Kobayashiego, drugiego reżysera Rage of Bahamut oraz reżysera odcinka serii Kill la Kill. Seria opowiada o siedmiu uczniach liceum wybranych do eksperymentalnego programu promującego pokój na świecie poprzez tworzenie więzi pomiędzy ludźmi i zmuszanie ich do odczuwania wzajemnie swojego bólu. Nawiązuje ona tematycznie do poprzednich produkcji studia poruszając problem interakcji pomiędzy jednostkami. Nazwa jest utworzona z japońskich słów kizu (jap. 傷; rana, szrama) oraz kizuna (jap. 絆; więź, połączenie). 

## Fabuła
Akcja ma miejsce w fikcyjnym futurystycznym japońskim mieście Sugomori. Mimo pozorów normalności zostało ono zbudowane jako miejsce wielkiego eksperymentu o nazwie Kizna System, który łączył ludzi poprzez wspólne odczuwanie bólu, zarówno fizycznego, jak i emocjonalnego. Ci, którzy zostali tak połączeni, są nazywani Kiznaivers. 
Niedługo przed rozpoczęciem wakacji tajemnicza i z pozoru pozbawiona emocji Noriko Sonozaki mówi Katsuhirze Agacie oraz części jego kolegów i koleżanek z liceum, że zostali oni wybrani do zostania Kiznaiverami. Wzajemne dzielenie się bólem ma pozwolić zbudować więzi pomiędzy ich tak bardzo różnymi osobowościami i stylami życia. 

## Bohaterowie
- Katsuhira Agata (jap. 阿形 勝平 Agata Katsuhira)

Seiyū: Yūki Kaji (japoński), Rylan Strachan (angielski)
Apatyczny i niemal pozbawiony emocji protagonista serii. Jego japońską winą jest Imbecile, przypominający grzech lenistwa.
- Noriko Sonozaki (jap. 園崎 法子 Sonozaki Noriko)

Seiyū: Hibiku Yamamura (japoński), Natasha Strickey (angielski)
Piękna dziewczyna nieposiadająca ludzkiej życzliwości i nie pokazująca swoich emocji. Jest odpowiedzialna za Kizna System i wyznacza Kiznaiverom kolejne misje do wypełnienia.
- Chidori Takashiro (jap. 高城 千鳥 Takashiro Chidori)

Seiyū: Yuka Terasaki (japoński), Caitlynne Medrek (angielski)
Przyjaciółka Katsuhiry z dzieciństwa, bardzo ludzka, emocjonalna i czasami wścibska. Jej japońską winą jest Goody Two-Shoes, przypominający grzech zazdrości.
- Hajime Tenga (jap. 天河 一 Tenga Hajime)

Seiyū: Tomoaki Maeno (japoński), Lucas Gilbertson (angielski)
Awanturniczy i impulsywny przestępca, niezwykle dbający o swoich przyjaciół. Jego japońską winą jest Musclehead Thug, przypominający grzech gniewu.
- Nico Niiyama (jap. 新山 仁子 Niiyama Niko)

Seiyū: Misaki Kuno (japoński), Katrina Salisbury (angielski)
Energiczna i ekscentryczna dziewczyna utrzymująca, że „widzi wróżki”. Jej japońską winą jest Eccentric Headcase, przypominający grzech chciwości.
- Tsuguhito Yuta (jap. 由多 次人 Yuta Tsuguhito)

Seiyū: Nobunaga Shimazaki (japoński), Scott Roberts (angielski)
Chytry egocentryk i bawidamek. Jego japońską winą jest Two-Faced Normie, przypominający grzech łakomstwa.
- Honoka Maki (jap. 牧 穂乃香 Maki Honoka)

Seiyū: Rina Satō (japoński), Lori Bachynski (angielski)
Powściągliwa i inteligentna uczennica publicznie manifestująca swój chłodny i protekcjonalny stosunek do innych. Jej japońską winą jest High-and-Mighty, przypominający grzech pychy.
- Yoshiharu Hisomu (jap. 日染 芳春 Hisomu Yoshiharu)

Seiyū: Koutaro Nishiyama (japoński), Hans Wackershauser (angielski)
Przystojny i wyrazisty w zachowaniu, bardzo tajemniczy. Jego japońską winą jest Immoralist, przypominający grzech nieczystości.
- Kazunao Yamada (jap. 山田 一直 Yamada Kazunao)

Seiyū: Junichi Suwabe (japoński), Michael Adamthwaite (angielski)
Apatyczny mężczyzna bez jakiejkolwiek motywacji do pracy. Kolega Urushibary i członek komitetu Kizna, dodatkowo pracuje jako nauczyciel chemii.
- Mutsumi Urushibara  (jap. 漆原睦 Urushibara Mutsumi)

Seiyū: Mie Sonozaki (japoński), Jennifer Cameron (angielski)
Koleżanka Yamady, również członkini komitetu Kizna, dodatkowo pracuje jako szkolny doradca. Z początku zimna i sarkastyczna, ma jednak w sobie silne matczyne uczucia i chęć wspierania innych.

## Media

### Manga
Manga autorstwa Roji Karegishiego była publikowana równocześnie w serwisie Crunchyroll w formie cyfrowej oraz w drukowanym magazynie Dengeki Maoh wydawnictwa Kadokawa Shoten. Debiut nastąpił 25 marca 2016 roku, a seria zakończyła się 27 lutego 2017 roku. Całość została zebrana w dwa tomy. 
Humorystyczna manga z postaciami narysowanymi w stylu chibi nosi tytuł Mini! Kiznaiver Gekijō (jap. みにっ! きずないーばー劇場), a jej autorem jest S. Kosugi. Ukazywała się ona w Dengeki Comics NEXT i została później zebrana w tankōbon, który ukazał się 6 czerwca 2016 roku. Serwis Crunchyroll przetłumaczył go, nadając mu angielski tytuł Mini! KIZNAIVER Theater. 

### Anime
Kiznaiver jest autorską serią anime studia Trigger. Wyreżyserował je Hiroshi Kobayashi, a scenariusz jest autorstwa Mari Okady. Za projekt postaci odpowiadał Shirow Miwa, a do anime zaadaptowała je Mai Yoneyama. Czołówką jest Lay Your Hands on Me w wykonaniu zespołu Boom Boom Satellites, a tyłówką Hajimari no sokudo (jap. はじまりの速度) autorstwa Sangatsu no Phantasia. Licencję na emisję w Wielkiej Brytanii posiada Anime Limited.